# Телекоммуникации в Турции
Телекоммуникации в Турции — отрасль турецкой экономики, в которую входят системы передачи информации: телевидение, радио, стационарная и мобильная телефония, а также — предоставление доступа в Интернет.

## История
Процесс либерализации телекоммуникаций начался в Турции в 2004 году после создания Управления электросвязи. Сегодня компании из частного сектора работают в области мобильной телефонии, междугородной телефонной связи и доступа в Интернет. К декабрю 2009 года в стране насчитывалось 16,5 миллионов стационарных телефонных линий, 62,8 миллиона абонентов мобильной связи и 6,2 миллиона абонентов широкополосной интернета.
Либерализация телекоммуникационного сектора в Турции постепенно происходит — но процесс идёт «медленными темпами». Телекоммуникационное управление — в настоящее время переименованное в Bilgi İletişim ve Teknolojileri Kurumu (BTK) — будучи технически независимой организацией, все еще контролируется Министерством транспорта и коммуникаций правительства страны.
Несмотря на достигнутый прогресс — например, рынок как местных, так и междугородних переговоров теперь открыт для конкуренции между различными компаниями — действующее правительство до сих пор руководствуется во многих областях целями ограничения доступа и выпускает законы, направленные на защиту государственной монополии в телекоммуникационном секторе. Например, аренда высокоскоростных «оптовых» линий по-прежнему недоступна для альтернативных операторов — что вынуждает турецких абонентов оплачивать сразу два счета: один за аренду линии государственному оператору, а другой — за услуги выбранного оператора связи. До сих пор государственному оператору удавалось предотвратить подключение любого другого оператора к его собственному оптоволоконному кабелю на местных биржах с развязкой шлейфов: хотя официально и технически такое разрешение необходимо было дать. Недавно государственный оператор объявил о приобретении им компании Invitel — одного из всего двух других игроков в данном сегменте бизнеса по созданию мощностей передачи данных между городами — что заставило общественность задаваться вопросами о том, как Турецкий совет по конкуренции будет рассматривать подобное приобретение.
В марте 2015 года в Турции началось рассмотрение нового законопроекта о безопасности в интернете, который уполномочивает власти блокировать доступ к тем сайтам, которые они посчитаются «угрозой национальной безопасности и общественному порядку». Международное сообщество выступило с критикой подобных инициатив.
Отсутствие прогресса со стороны Bilgi İletişim ve Teknolojileri Kurumu в обеспечении «конкурентного игрового поля» может быть подтверждено той долей рынка, которую занимает основной оператор связи: в области широкополосной связи он (провайдер) по-прежнему продолжает занимать примерно 95 % всего турецкого рынка. В феврале 2010 года правительственная аудиторская канцелярия президента (T.C. Cumhurbaşkanlığı Devlet Denetleme Kurulu) опубликовала «крайне критический» отчет о деятельности Bilgi İletişim ve Teknolojileri Kurumu, в котором перечислены 115 выводов, подлежавших подробному рассмотрению. Например, в пункте № 20 указывалось, что BTK выполнил только от 50 до 78 % своих заявленных планов, по работам в каждый из периодов с 2005—2008 годов.
Альтернативные операторы связи в Турции быстро растут, однако BTK, как считается, должен добиться значительного прогресса, чтобы создать конкурентную среду в телекоммуникационном секторе страны.

## Политика властей
Политическим органом, ответственным за телекоммуникационный сектор Турции, является Министерство транспорта, морского транспорта и связи. Но в нём есть также два верховных совета: Высший совет по радио и телевидению (сокращенно, RTÜK) и Управления информационно-коммуникационных технологий (собственно, BTK). В то время как интернет и связь контролируется BTK, радио- и телевещание контролируется RTÜK.
В октябре 2015 года управление BTK заблокировало в стране доступ к основным новостным порталам: это произошло на фоне разгоревшихся дебатов о том, что важнейшие новости «вырезаются из эфира» под давлением властей. В итоге доступ был полностью закрыт к 12 веб-сайтам, в том числе и к нескольким новостным порталам, критикующим правительство. В частности, среди заблокированных интернет-порталов оказались два сайта, относящиеся к журналу Nokta — который за предшествующие недели неоднократно «попадал в поле зрения» властей Турецкой Республики — особое их недовольство вызвала публикация секретных протоколов заседаний правящей Партии справедливости и развития (ПСР), приведшая к разглашению целого ряда «партийных секретов».
Для преодоления цензуры некоторые заблокированные сайты стали вносить небольшие дополнения или изменения в свои интернет-адреса: в частности, новостной сайт Sendika.org, популярный среди турецких деятелей левого толка и блокировавшийся властями уже 8 раз, неоднократно менял свой адрес, чтобы возобновить публикации.
В числе заблокированных также оказались многие курдские новостные сайты.

## Интернет
Протяжённость оптоволоконных линий на март 2024 года составила 549 тыс. км. Количество пользователей широкополосного интернета на март 2024 года составило 94,3 млн.
На декабрь 2021 года 69,7 млн. чел. являлись пользователи мобильного интернета. 

## Мобильная связь
Количество абонентов мобильной связи на декабрь 2021 года составило 86,9 млн. чел. Из них на 80,8 млн. чел. распространена сеть 4.5G. К 2026 году планируется перейти к связи 5G.

## Спутниковая связь
На декабрь 2021 года на орбиту запущено 8 спутников Турции. Из них 5 спутников связи (Turksat 3A, Turksat 4A, Turksat 4B, Turksat 5A, Turksat 5В), 3 спутника зондирования (Gokturk-1, Gokturk-2, RASAT). 
Пропускная способность Turksat 5B составляет 55 Гбит/с. Масса спутника — 4,5 тонны. Turksat 5B предоставляет широкополосный спутниковый интернет в том числе на морские и воздушные транспортные средства.
В июне 2024 года планируется к запуску шестой спутник связи.